# Jeffrey Hamilton
Jeffrey Hamilton (Woerden, 18 de marzo de 1988) es un actor neerlandés. Es reconocido por haber participado en la serie de televisión Goede tijden, slechte tijden (2005). También participó en la película para televisión Jongens (2014).

## Biografía
Hamilton nació en Woerden, Pises Bajos.Él es hijo del actor y director Martin Hamilton. Su carrera en la televisión inicio a los trece años. Un año más tarde tuvo el papel de Tom en la serie Het geheim van de Lindenborgh, dirigida por su mismo padre. Durante los años siguientes apareció continuamente en la televisión y actuó en otras series dramáticas.

## Filmografía
| Cine       | Cine                          | Cine                | Cine              |
| Año        | Película                      | Papel               | Notas             |
| ---------- | ----------------------------- | ------------------- | ----------------- |
| 2009       | SpangaS op Survival           | Koen van Wageningen |                   |
| 2010       | 8 Hoog                        | Olivier             | Cortometraje      |
| 2012       | Doodslag                      | Patrick             |                   |
| 2014       | Jongens                       | Niclas              |                   |
| Televisión |                               |                     |                   |
| Año        | Producción                    | Papel               | Notas             |
| 2003       | Het geheim van de Lindenborgh | Tom                 | papel permanente  |
| 2005-2008  | Goede tijden, slechte tijden  | Fos Fischer         | papel permanente  |
| 2009-2010  | SpangaS                       | Koen van Wageningen | estrella invitada |
| 2011       | Van God Los                   | Remco               |                   |
| 2011-2015  | Overspel                      | Marco Steenhouwer   | papel permanente  |
| 2012       | Moordvrouw                    | Hidde Hoeksma       |                   |